# 尖閣諸島
尖閣諸島（せんかくしょとう）は、東シナ海の南西部にある島嶼群（とうしょぐん）。琉球諸島石垣島北方約130から150キロメートル、台湾から北東へ約170キロメートル、北緯25度43分から56分、東経123度27分から124度34分の海域に点在する。尖閣列島（せんかくれっとう）ともいう。
日本が実効支配しており、中華人民共和国（中国）および中華民国（台湾）がそれぞれ領有権を主張している。「尖閣諸島」および「尖閣列島」は日本における呼称であり、中国では釣魚群島あるいは釣魚島およびその付属島嶼、台湾では釣魚臺列嶼と呼ばれている。詳しくは尖閣諸島問題を参照。

## 構成

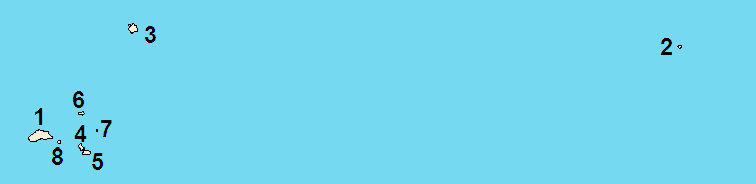
尖閣諸島。1.魚釣島、2.大正島、3.久場島、4.北小島、5.南小島、6.沖の北岩、7.沖の南岩、8.飛瀬（北緯25度 - 26度、東経123度 - 125度）

尖閣諸島は魚釣島、北小島、南小島、久場島、大正島、沖の北岩、沖の南岩、飛瀬などで構成される。総面積は約5.56平方キロメートル。日本人居住者がいた時期もあったが、1940年（昭和15年）ごろ以降はいずれも無人島となっている。
日本政府は日本名の魚釣島、北小島、南小島、久場島、大正島、沖の北岩、沖の南岩、飛瀬という名称について地方公共団体が調査した地元で呼ばれているものを使用しているとしている。また、久場島を指す「黄尾嶼（こうびしょ）」や大正島を指す「赤尾嶼（せきびしょ）」という呼称も「我が国において従来から使用されてきているもの」としている。
なお、2012年（平成24年）1月16日、日本政府は排他的経済水域（英語: Exclusive Economic Zone、略称:EEZ）の基点となるにもかかわらず名称が不明であった離島について、地元自治体などに呼称を照会したうえで、同年3月末までに命名する方針を示し、3月2日には名称が決定した。この中には尖閣諸島近海の4島が含まれており、このうち久場島付近にある3島は北西小島、北小島、北東小島、大正島付近にある1島は北小島と名付けられた。この結果、本諸島には計3つの北小島が存在することになった。
中国政府は各島に釣魚島、北小島、南小島、黄尾嶼、赤尾嶼などの名称を使用している。

おもな島と岩礁は以下のとおり。面積と最高標高はそれぞれ沖縄県 と海上自衛隊 が作成した資料による。中国・中華民国名はそれぞれ日本の新字体表記に変換してある。
| 日本名                        | （異称）   | 中国名 | 中華民国名 | 米国名                | 周辺地図                                                            | 面積     | 最高標高 | 解説                                                                                                  | 画像 |
| ----------------------------- | ---------- | ------ | ---------- | --------------------- | ------------------------------------------------------------------- | -------- | -------- | --- | ---- |
| 魚釣島 （うおつりしま）       |            | 釣魚島 | 釣魚台     | Uotsuri Shima         | 北緯25度44分33秒 東経123度28分17秒 / 北緯25.74250度 東経123.47139度 | 3.82 km2 | 363 m    | 石垣島北西方170km（尖閣諸島西端）に位置する。尖閣諸島で最大の島。250mの急峻な崖が東西に横断している。 |      |
| 久場島 （くばしま）           | （黄尾嶼） | 黄尾嶼 | 黄尾嶼     | Kobi Sho              | 北緯25度55分24秒 東経123度40分51秒 / 北緯25.92333度 東経123.68083度 | 0.91 km2 | 117 m    | 在日米軍の排他的管理下にある。石垣島北方160km、魚釣島東北方22kmに位置する。                           |      |
| 大正島 （たいしょうとう）     | （赤尾嶼） | 赤尾嶼 | 赤尾嶼     | Akao Sho (Sikibi-sho) | 北緯25度55分21秒 東経124度33分36秒 / 北緯25.92250度 東経124.56000度 | 0.06 km2 | 75 m     | 在日米軍の排他的管理下にある。石垣島北方150km、魚釣島東方103km（尖閣諸島東端）に位置する。            |      |
| 北小島 （きたこじま）         |            | 北小島 | 北小島     |                       | 北緯25度43分55秒 東経123度32分26秒 / 北緯25.73194度 東経123.54056度 | 0.31 km2 | 118 m    | 石垣島北西166km、西表島北方160kmに位置する。                                                          |      |
| 南小島 （みなみこじま）       |            | 南小島 | 南小島     | Minami-ko Shima       | 北緯25度43分23秒 東経123度32分47秒 / 北緯25.72306度 東経123.54639度 | 0.40 km2 | 149 m    | 石垣島北西165km、西表島北方160kmに位置する。                                                          |      |
| 沖の北岩 （おきのきたいわ）   |            | 北嶼   | 沖北岩     | Okino-kita Iwa        | 北緯25度46分52秒 東経123度32分39秒 / 北緯25.78111度 東経123.54417度 | 0.05 km2 | 28 m     | 石垣島北方170km、魚釣島東北方6kmに位置する。東の岩と西の岩という2つの岩礁からなる。                   |      |
| 沖の南岩 （おきのみなみいわ） |            | 南嶼   | 沖南岩     | Okino-minami Iwa      | 北緯25度45分19秒 東経123度33分59秒 / 北緯25.75528度 東経123.56639度 | 0.01 km2 | 13 m     | 石垣島北方167km、魚釣島東方7.5kmに位置する。                                                          |      |
| 飛瀬 （とびせ）               |            | 飛嶼   | 飛瀨       | Tobi Se               | 北緯25度44分08秒 東経123度30分22秒 / 北緯25.73556度 東経123.50611度 | 0.01 km2 | 2 m      | 石垣島北西167km、魚釣島東方1.5kmに位置する。                                                          |      |

## 名称
「尖閣諸島」の名称は1900年（明治33年）に当地を調査した沖縄県師範学校博物農業教師の黒岩恒が命名したもので、各島の形状が尖（とが）っていることにちなんで名付けられた。
沖縄方言では「ユクン・クバジマ」、八重山方言では「イーグン・クバジマ」と呼ばれていた。「ユクン」および「イーグン」は魚釣島を指しており、尖閣諸島の主要な島である魚釣島と久場島を合わせた名称である。なお、「ユクン」は「魚」、「イーグン」は「銛」、「クバ」は「ビロウ」という意味である。
日本政府の立場では、尖閣諸島は沖縄県石垣市に属する島であり地籍を有している。尖閣諸島の所在地は、沖縄県石垣市登野城尖閣2390番地から2394番地である。かつての字名は「登野城」であった が、石垣市では、2017年（平成29年）11月29日に12月定例市議会に「登野城尖閣」に変更する議案を上程する方針を固めた。その後、手続き上の問題を理由として議案上程は翌年以降に先送りされ、2019年（平成31年）3月の市議会では市側から当面見送るとの方針が示された。しかし、2020年6月9日に、字名を「登野城尖閣」に変更する議案を市が市議会定例会に提出し、賛成多数で可決。同年10月1日から字名が変更され、郵便番号は907-0031が割り振られた。
字名変更について、中華人民共和国外交部の耿爽報道官は、2017年（平成29年）12月4日の記者会見で「日本側がどのようないんちきをやろうと、釣魚島（尖閣諸島の中国側名称）が中国に属している事実を変えることはできない」と反発している。
中華民国では釣魚台列嶼、中華人民共和国では釣魚群島あるいは釣魚島およびその付属島嶼などと呼ばれる。

## 地理
琉球諸島西方の東シナ海、沖縄トラフの西側に位置する。ここはユーラシアプレートの下にフィリピン海プレートが沈み込んでおり、尖閣諸島は沖縄島から年々その距離が離れている。南西諸島からユーラシア大陸に続く大陸棚の上にある。
地質は火山性であり、岩盤がむき出しになっている。水源（河川や湖沼）はない。農業に不適なことから定住者はいないが、第二次世界大戦前の一時期、日本人が開拓者にちなんだ通称「古賀村」集落を形成し、200人あまりが生活していた（その後、経済的理由により放棄された）。また、大戦末期に石垣島から台湾へ民間人を疎開させる途中に遭難した民間船が漂着し、救助されるまでに50人以上が飢餓などで犠牲になる尖閣諸島戦時遭難事件が発生している。

## 自然

### 生態系
付近海域は好漁場であるため、それを餌とする大量の海鳥の生息地となっている。特に絶滅危惧種のアホウドリ（1953年8月1日から4日に行われた、高良鉄夫琉球大学助教授、宮城元助助教授と琉球大学学生11人の尖閣諸島学術調査団による尖閣諸島調査において、尖閣諸島北小島でアホウドリ数羽の生息を非公式に確認した。その後、1971年4月1日に、池原貞雄琉球大学教授ら琉球大学学術調査団が尖閣諸島南小島でアホウドリ12羽が生息していることを公式に確認した。）やクロアシアホウドリ（1970年12月10日、九州・長崎大学合同学術調査団は、尖閣諸島北小島でクロアシアホウドリ数羽を発見した。1971年、池原貞雄琉球大学教授ら琉球大学学術調査団が尖閣諸島北小島でクロアシアホウドリ6羽の生息を確認した。）の繁殖地となっている。沖縄県がアメリカ軍に占領され、日本政府が主権を行使できなかった1960年代には、尖閣諸島に大量の中華民国人漁民が入域していたため、1963年（昭和38年）5月15日 - 18日に行われた琉球大学の高良鉄夫教授らによる第四次調査で100万羽以上の海鳥が生息することを確認していたが、1968年（昭和43年）7月7日 - 9日に行われた第五次調査では、小島のカツオドリが20万羽から1万羽、北小島のセグロアジサシは50万羽から10万羽に激減していた。これは台湾漁民が操業のついでに上陸し、海鳥や卵を大量に収奪していたためである。その後も中華民国漁民による上陸が報告されているが、現在では上陸そのものに対して厳しく制限がかかっており保護されているため、元の海鳥の楽園となっている。

### 確認されている希少種
学術調査で多くの希少種が確認されている。
- センカクオトギリ（オトギリソウ科）
- センカクツツジ（ツツジ科）
- センカクハマサジ（イソマツ科）
- マメヅタカズラ（英語版）（キョウチクトウ科）
- センカクトロロアオイ（アオイ科）
- タカサゴアザミ（キク科）
- イリオモテラン（ラン科）
- リュウキュウセッコク（ラン科）
- センカクモグラ（モグラ科）

## 領有権に関する主張

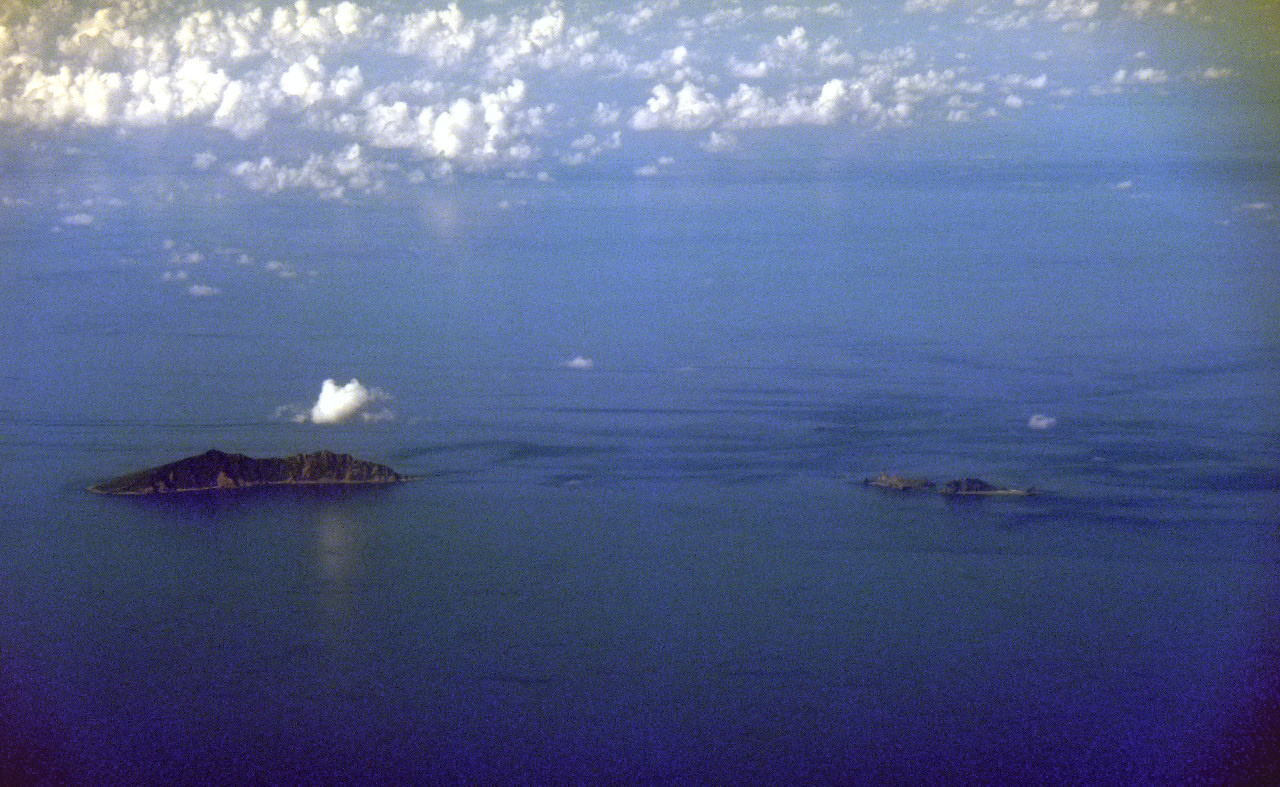
民間機から見た尖閣諸島。左から魚釣島、北小島、南小島（2010年9月15日）。

日本政府の公式見解は、尖閣諸島の編入手続きは国際法でいう先占の法理手順を満たしており「この領域に領有権問題は存在しない」というものであるが、中国政府や中華民国政府は、1971年以降から領有権を主張して「領有権問題が存在する」と主張している。日本の行政区分では沖縄県石垣市に属するが、中華民国は宜蘭県に属すと主張している。
尖閣諸島周辺海域では2005年の沖縄近海における中華民国漁船の抗議行動や尖閣諸島中国漁船衝突事件のように、実効支配する日本と領有権を主張する中華民国・中華人民共和国側との間で、不法操業や不法越境・上陸をともなう国際問題がしばしば発生している。また、尖閣諸島の諸問題をめぐって、両国民の間で2010年尖閣諸島抗議デモや2012年の中国における反日活動等のデモ活動が繰り返されている。さらに、2012年9月の日本政府による尖閣諸島国有化後は中華民国の巡視船や中華人民共和国の国家海洋局の監視船などの公船による尖閣諸島への領海侵犯が続き、中国政府機関の航空機が領空侵犯も行っている（領海侵犯回数の詳細は尖閣諸島中国船領海侵犯事件を参照）。

### 日本側

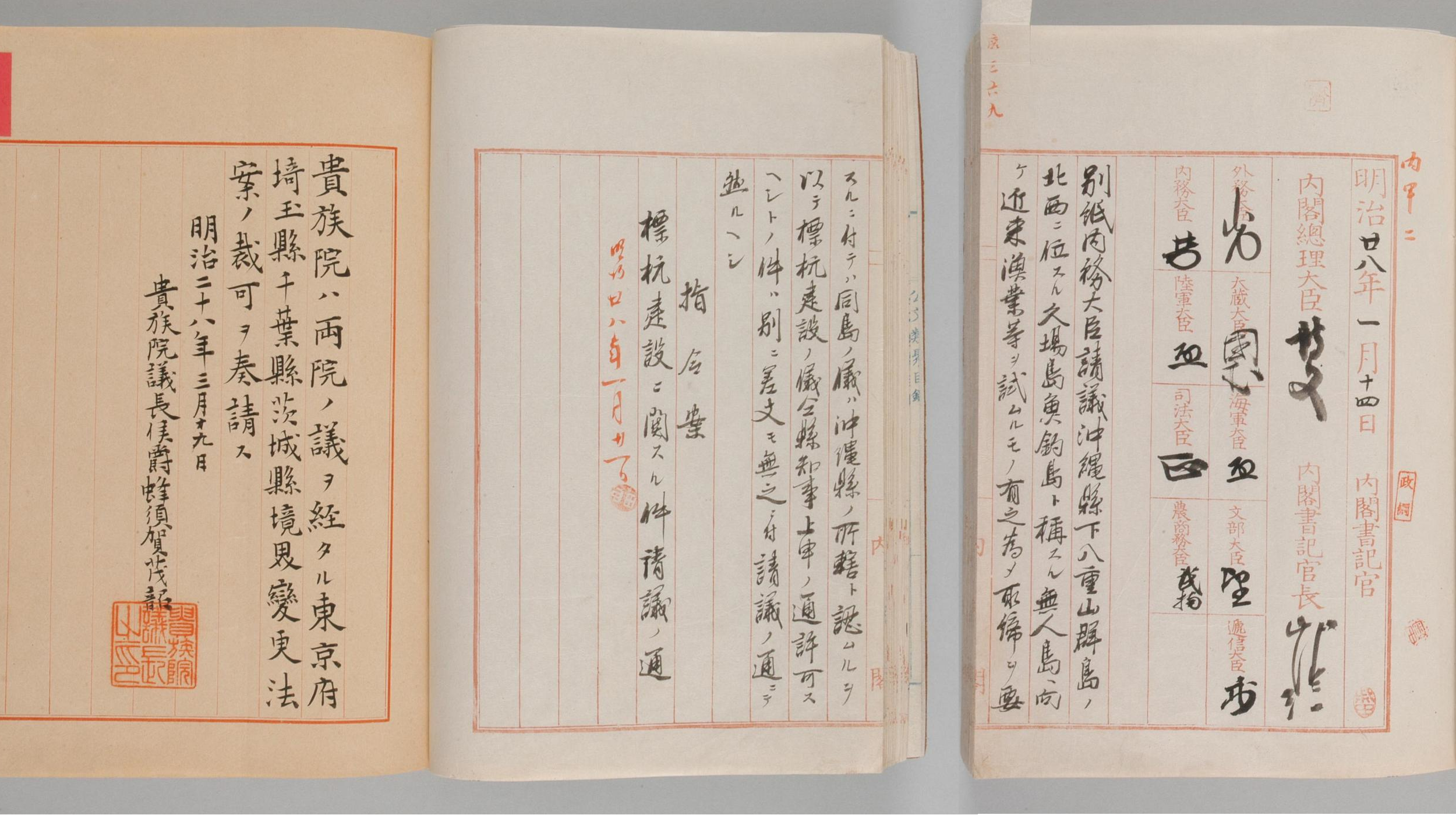
尖閣諸島の沖縄県編入に関する内閣決議（1895年1月14日）

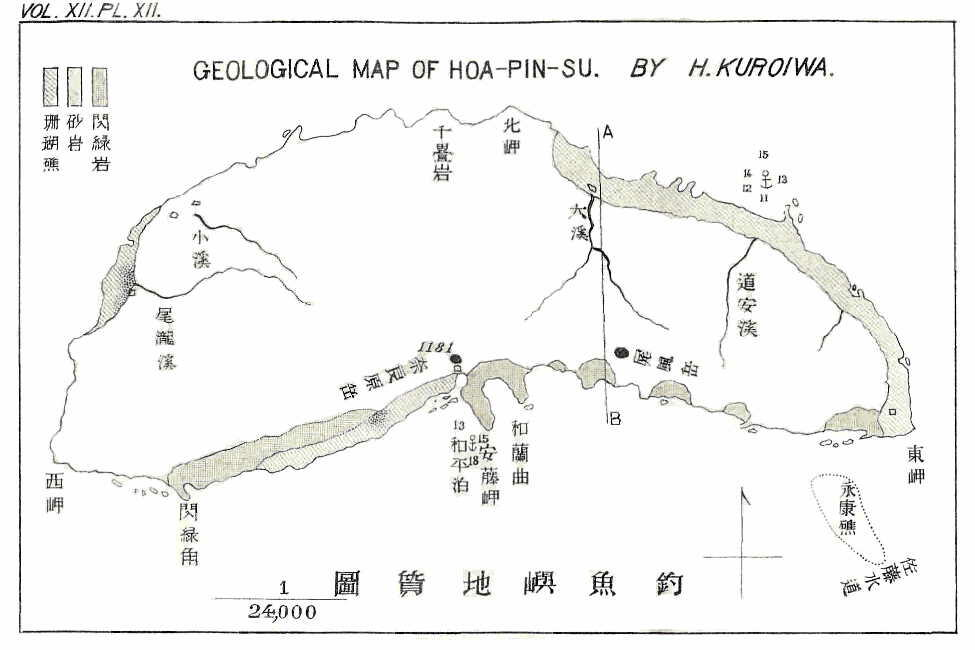
ホアピンス（魚釣島）の地質図。H.KUROIWAによる（1900年）。

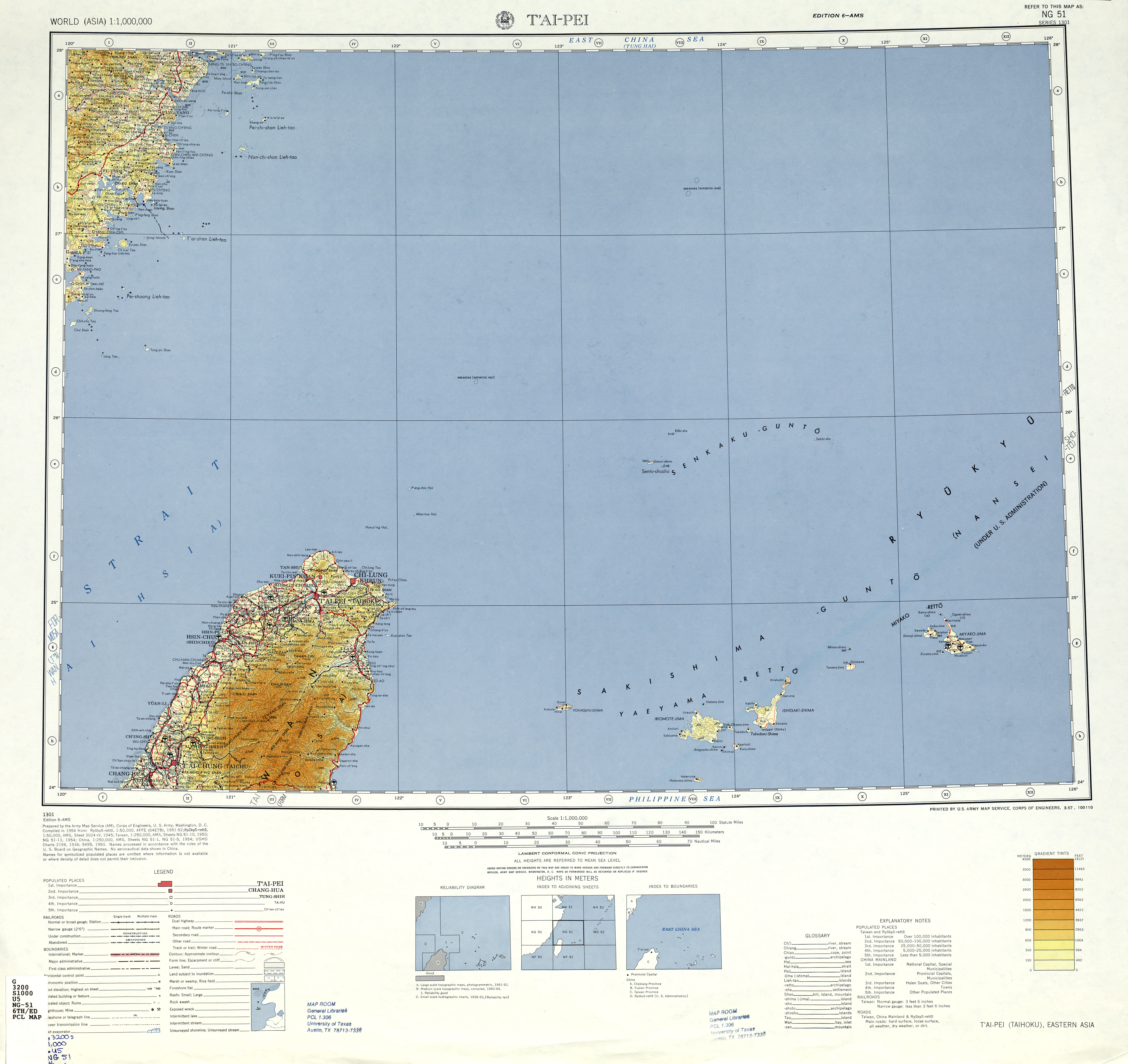
「International Map of the World、世界の世界地図」（1954年）の尖閣諸島（SENKAKU GUNTŌ、尖閣郡島）とその周辺を含む地図

1884年（明治17年）、実業家の古賀辰四郎が尖閣諸島へ探検を行った。
日本政府は、1885年（明治18年）以降、沖縄県当局などを通じて尖閣諸島の現地調査を幾度も行い、無人島であるだけでなく、清国を含むいずれの国にも属していない土地（無主地）であることを慎重に確認し、1895年（明治28年）1月14日に閣議決定を行い、日本の領土（沖縄県）に編入した。一連の手続きについて、日本政府は「先占の法理」という国際法で認められる領有権取得の方法に合致するものと説明している。
1896年（明治29年）、古賀辰四郎は沖縄県からの開拓許可を得て尖閣諸島でアホウドリの羽毛採取などの事業を開始。この年には沖縄の郡制施行により魚釣島と久場島はまもなく八重山郡に編入され、北小島、南小島とともに国有地に指定された。同年9月、日本政府は実業家の古賀辰四郎に対して、魚釣島、久場島、北小島および南小島を30年間無償で貸与することとし、無償貸与期間終了後は1年契約の有償貸与に改めた。
1902年（明治35年）、石垣島大浜間切登野城村に編入され地番の標杭が設置された。
古賀辰四郎・善次親子はアホウドリの羽毛の採取、グアノ（海鳥糞）の採掘、鰹漁業、鰹節の製造などの事業を経営した。1909年には古賀による事業は最盛期を迎え99戸、248人が生活していた。
1932年（昭和7年）、魚釣島、久場島、北小島および南小島の4島は古賀辰四郎の嗣子である善次に1万5千円で払い下げられ私有地となった。しかし、アホウドリの羽毛採取は乱獲や猫害などにより中止となり、鰹節の製造も燃料が配給制となったため継続は困難となった。
1940年（昭和15年）、古賀善次が尖閣諸島での事業から撤退し、居住していた人々も退去して再び無人島となった。戦前には、以上のような民間人の事業活動のほか、国の機関や沖縄県による資源調査・地形調査などが実施され、尖閣諸島に対する日本の有効な支配が継続していた。
1945年（昭和20年）、第二次世界大戦での日本の敗戦の結果、連合国最高司令官指令 (SCAPIN) 第677号により尖閣諸島を含む南西諸島は米軍の直接管理下に置かれた。さらに1951年のサンフランシスコ平和条約で日本は独立を回復したが、同条約第3条によって尖閣諸島を含む北緯29度以南の南西諸島は引き続き米国の施政下に置かれることとなった。その後、沖縄返還協定に基づき、1972年5月に沖縄の一部として尖閣諸島の施政権も日本に返還された。
第二次世界大戦後は米軍の射爆演習場となり古賀善次から年間1万ドルの借地料で貸与を受けていた。
1970年（昭和45年）9月2日、国民政府（台湾）による記者団らが魚釣島に上陸。岩に「蒋総統萬盛」と書き上げて気勢を上げる写真が配信された。これに対して同年9月10日、琉球政府は改めて尖閣諸島の領有を宣言。鉱業権の認可を認めることとした。魚釣島には青天白日旗が建てられていたが、同年9月15日までに米民政府の指示に基づき琉球政府が旗を取り外した。
1978年（昭和53年）に古賀善次が死去したが、後継者がなく所有権は友人に譲渡された。同年には政治団体日本青年社が魚釣島に私設灯台を建設し、保守管理してきた。日本国政府からの「灯台を正式に海図に記載し、今後は国が灯台の管理をしていきたい」との申し出により、2005年（平成17年）2月に灯台は国に譲渡され、海上保安庁によって魚釣島灯台として管理されている。その他、北小島にも灯台がある。
中曽根内閣（1982年 - 1987年）の際に、海上保安庁は魚釣島に仮設ヘリポートを設置し、これに対して中国政府は抗議していた。このヘリポートは撤去されたが、中国人の不法侵入を受けヘリポートを常に使えるようにしないのかとの民主党の松原仁の質問に対し、第2次小泉内閣の杉浦正健内閣官房副長官は必要性や保守整備の観点から必要性がないと答弁している。
2000年（平成12年）、魚釣島に尖閣神社が建立された。また、尖閣諸島防衛協会により日本国旗の碑が設置された。
2012年（平成24年）、東京都が魚釣島、北小島、南小島の購入を表明した。3島の土地所有権は1932年（昭和7年）に長男善次に払い下げとなったあと、妻が所有し、1970年代に埼玉県内の親交のあった人物に売却されていた。また、魚釣島、北小島、南小島の3島は、国有化前の2002年（平成14年）から総務省が埼玉県在住の地権者と賃借契約を締結していた。
同年9月11日、日本政府は魚釣島、北小島および南小島の3島を埼玉県在住の地権者から購入し、国への所有権移転登記を完了した。これによって私有地は久場島のみとなった。

#### 各島の状況

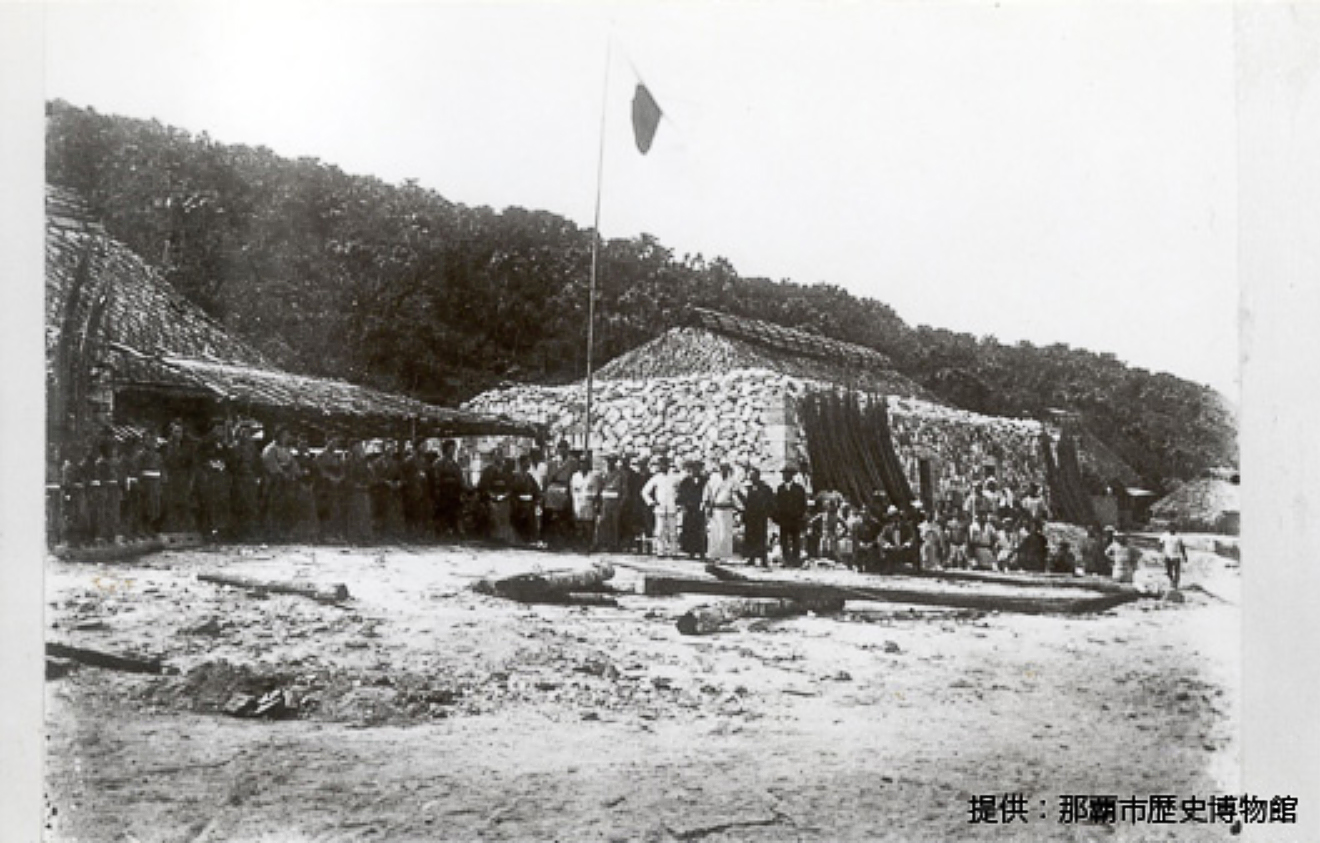
1910年頃の尖閣諸島民とその住居と掲げられる日章旗

- 南小島（沖縄県石垣市登野城尖閣2390）、北小島（沖縄県石垣市登野城尖閣2391）、魚釣島（沖縄県石垣市登野城尖閣2392）

南小島、北小島、魚釣島の3島は、1896年（明治29年）から民間人に無償貸与され、1932年（昭和7年）に払い下げ、2002年（平成14年）4月1日から国が賃借し、2012年（平成24年）9月11日に国が取得した。
- 久場島（沖縄県石垣市登野城尖閣2393）

久場島は1896年（明治29年）から民間人に無償貸与され、1932年（昭和7年）に払い下げられ、以後は私有地となっているが、1972年（昭和47年）5月15日に開催された日米合同委員会において、日米地位協定第2条1（a）の規定に従い、黄尾嶼射爆撃場として、米軍による使用が許されることが合意され、米軍の使用に供するため、国が所有者から賃借している。
- 大正島（沖縄県石垣市登野城尖閣2394）

大正島は一貫して国が保有しており、1972年（昭和47年）5月15日に開催された日米合同委員会において、日米地位協定第2条1（a）の規定に従い、赤尾嶼射爆撃場として、米軍による使用が許されることが合意された。
- 沖の北岩、沖の南岩、飛瀬

沖の北岩、沖の南岩、飛瀬は、いずれも一貫して国が保有している。
尖閣諸島付近一帯の採掘鉱業権については、所有者とは別に、双日、コスモ石油、アラビア石油の出資会社である「うるま資源開発（株）」が設定している。
なお、日本政府は「尖閣諸島の平穏かつ安定的な維持および管理のためという政府の魚釣島等の賃借の目的に照らして、原則として政府関係者を除き何人も尖閣諸島への上陸を認めないとの方針」をとっている。

#### 在日米軍訓練区域
在沖縄米軍は、1950年代から、久場島および大正島に射爆撃場を設置し、沖縄返還交渉の際の日米両国政府間の了解に従い、沖縄返還後も日米地位協定第2条1（a）に規定する施設・区域として引き続いて米軍提供施設となっている。
尖閣諸島には現在も在日米海軍の訓練区域が残っているが、1979年以降は使用されていない。
| 使用部隊 | 施設番号 | 名前                              | 場所   | 管理部隊                  | 使用開始日    | 提供開始日    |
| -------- | -------- | --------------------------------- | ------ | ------------------------- | ------------- | ------------- |
| 海軍     | FAC 6084 | 黄尾嶼射爆撃場 （Kobi Sho Range） | 久場島 | 在沖米海軍 艦隊活動司令部 | 1956年        | 1972年5月15日 |
| 海軍     | FAC 6085 | 赤尾嶼射爆撃場 (Sekibi Sho Range) | 大正島 | 在沖米海軍 艦隊活動司令部 | 1956年3月27日 | 1972年5月15日 |

利用目的に合わせて、Kobi Sho RangeはKobi Sho Gunnery Rangeと命名されており、Sekibi Sho RangeはSekibi Sho Gunnery Rangeと命名されている。
黄尾嶼射爆撃場および赤尾嶼射爆撃場については、日米合同委員会における合意で、米軍がその水域を使用する場合は、原則として15日前までに防衛省に通告することとなっているが、1978年（昭和53年）6月以降はその通告がない。
なお地方公共団体職員などが黄尾嶼射爆撃場および赤尾嶼射爆撃場への立ち入りを行おうとする場合には、平成8年12月2日の合衆国の施設および区域への立入許可手続についての日米合同委員会における合意に定められている手続きに従って米軍の許可を得る必要がある。

### 中国の立場
1534年、明の第十一任琉球冊封使・陳侃（ちんかん）は尖閣諸島を調査し、「使琉球錄」で「釣魚嶼」と命名した。 1562年、浙江提督・胡宗憲および幕僚の鄭若曽も『籌海圖編（ちゅうかいずへん）』で「釣魚嶼」を記載した。
その後、歴代の中国君主は中国の領土に釣魚嶼を含めた。たとえば、清の乾隆帝は釣魚嶼が「大清一統志」で言及されるべきであることを命じた。

#### 中華民国
中華民国は1971年6月の外交部声明で公式に領有権を主張した。
「魚釣台は15世紀に中国人が発見し名付けた中華民国に属する固有の領土である。下関条約で清から中華民国及びその付属諸島が日本へ帰属が移ったが第二次世界大戦の結果沖縄とともに日本の支配から解放され、サンフランシスコ平和条約の中華民国放棄で領土の帰属は中華民国に戻った。しかしアメリカは沖縄と一緒に魚釣台を占領し1972年に施政権を勝手に日本へ移した。元来魚釣台は中華民国に付属する島なので施政権の移動は中華民国が持つ魚釣台の領有権に関してなんら影響を持たない」としている。

#### 中華人民共和国
中華人民共和国で1969年に発行された公式地図に、尖閣諸島が日本名で「尖閣群島」と表記されており、尖閣諸島の西端に位置する「魚釣島」の名前も日本名で明記されている。人民日報でも昔は尖閣列島と言っており、領有権を唱えるまで日本（沖縄県石垣市）の領土と認識していた。
中華人民共和国は1971年12月の外交部声明で公式に領有権を主張した。
2008年12月以降、尖閣沖で中国による領海侵犯が繰り返されている。

### 米国の立場
米国政府は尖閣諸島の領有権について最終的に判断する立場にないとしつつ、領有権をめぐる対立が存在するならば関係当事者間の平和的解決を期待するとの中立的立場を示す一方、尖閣諸島は1972年の沖縄返還以来日本の施政下にあり、日米安全保障条約第5条は日本の施政下にある領域に適用されるとの見解を示している。
具体的な言及例のひとつとして、2018年11月21日、ランドール・シュライバー国防次官補が産経新聞のインタビューに応じ、「尖閣諸島は日本の施政権下にあり、日米安全保障条約の適用対象」であると言明している。

### 領有をめぐる年表
主に日本外務省の資料を元に概要のみ記す。
- 1885年（明治18年）以降 - 日本が現地調査を何度も行った結果、無人島であり、清朝の支配下にもないと確認。
- 1895年（明治28年）1月 - 日本の領土に編入することを閣議決定する。
- 1940年（昭和15年） - 無人島になる[72]。
- 1946年（昭和21年）1月 - 連合国最高司令官総司令部覚書により日本の行政権が停止。米国による沖縄施政が開始。
- 1951年（昭和26年）9月 - サンフランシスコ平和条約に署名。沖縄の一部としてアメリカ合衆国の施政下に入る。中国・台湾は異議を唱えず。
- 1969年（昭和44年）5月 - 国際連合アジア太平洋経済社会委員会による海洋調査で、イラクの埋蔵量に匹敵する大量の石油埋蔵量の可能性が報告される。
- 1971年（昭和46年）6月 - 沖縄返還協定が結ばれる。同協定の合意議事録で返還対象区域に尖閣諸島も含まれ日本に返還。
  - 同年6月 - 台湾外交部が声明で初めて領有権を主張。
  - 同年12月 - 中国が外務省声明で初めて領有権の主張。
- 1992年 （平成4年） - 中国が「領海及び接続水域法」を制定。
- 2012年（平成24年）9月11日 - 日本政府は魚釣島、北小島と南小島の3島を埼玉県に所在する地権者から20億5000万円で購入し、日本国への所有権移転登記を完了した[73]。

## 「尖閣諸島」切手
沖縄返還直前の1972年4月14日、沖縄で郵便事業を行っていた琉球郵政庁は記念切手「海洋シリーズ」の第3集「海鳥と海と島」を発行したが、これは尖閣諸島の南小島でアホウドリ が羽根を休める風景を描いたものだという。これは琉球郵政庁が切手を発行する権限があるうちに、尖閣諸島は沖縄の島であることを主張する切手を残すためであった。
公式には切手の題目は「海鳥」とされているが、これは領有権を主張し始めた中華民国政府に対する配慮から、アメリカから発行中止命令 を受けないためのカモフラージュであった。1971年に琉球大学の調査によりクロアシアホウドリとアホウドリが尖閣諸島に生息することが確認されたことから、琉球郵政庁の切手発行担当者は原画担当者の安次富長昭にアホウドリを描くように指示した。安次富は調査団の説明からイメージを膨らませたという。このようにして「琉球」の名で尖閣諸島切手が発行された。
また、担当者は第1集の「夕陽と島」でも魚釣島に沈む夕陽にしようと目論み、写真撮影のため原画技官を2週間にわたり出張させたが、荒天のため尖閣諸島にたどり着けず、やむなく慶良間の海と島に変更されたという。